# Bellview Airlines
Pour les articles homonymes, voir BLV.
Bellview Airlines Ltd. (Code AITA : B3 ; code OACI : BLV) est une compagnie aérienne du Nigeria.

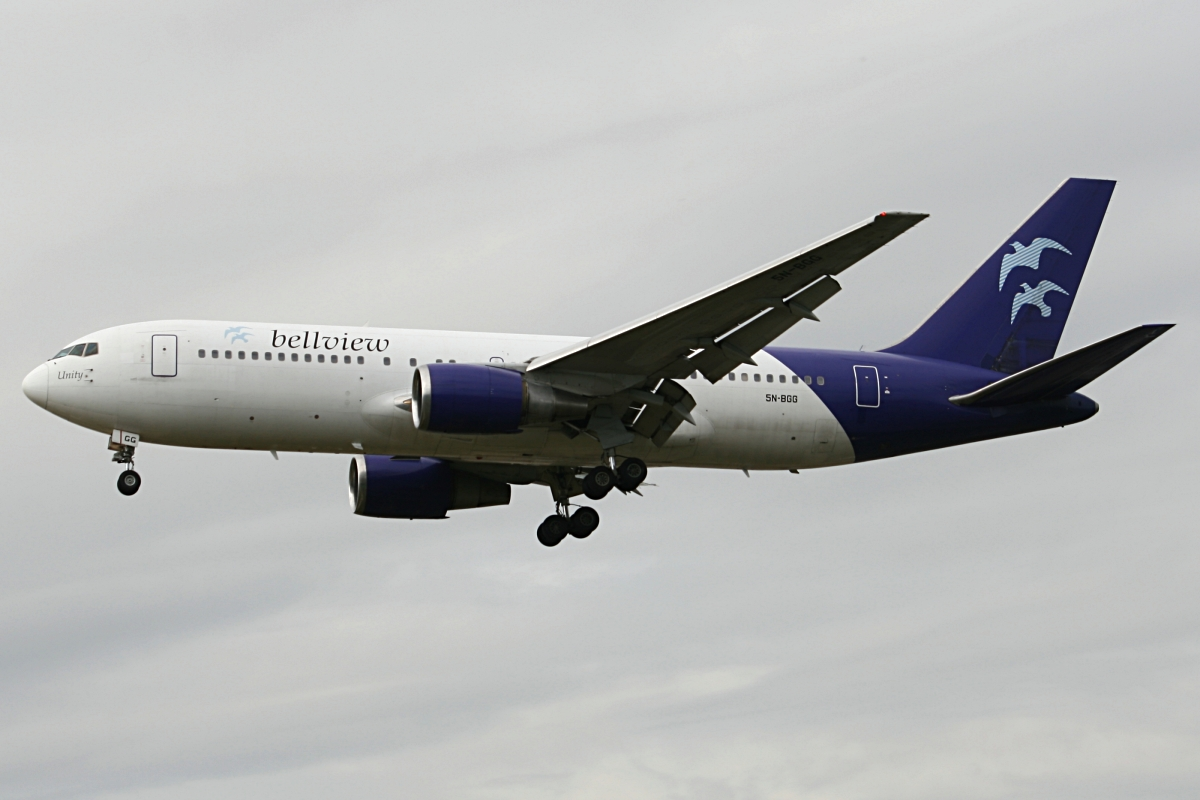
Bellview Airlines Boeing 767-200ER

## Accident du volLagos-Abuja
Selon la radio publique, l'avion, un Boeing 737, assurant la liaison de Lagos à Abuja (vol B3 210) et porté disparu depuis son décollage le 22 octobre 2005 au soir, s'est écrasé avec 117 personnes à bord dont des responsables de la CEDEAO. Après une annonce selon laquelle il y aurait des survivants (une cinquantaine), la Croix-Rouge confirme que tous les passagers sont morts.

## Pour l'accident
- (en) « Archives | The Star Online. » (consulté le 6 novembre 2015)
- (en) « World news and comment from the Guardian », sur the Guardian (consulté le 6 novembre 2015)